# Behî, Korosten
Behî (în ucraineană Бехи) este localitatea de reședință a comunei Behî din raionul Korosten, regiunea Jîtomîr, Ucraina.

## Demografie
Componența lingvistică a localității Behî
     Ucraineană (97,47%)
     Rusă (1,63%)
     Alte limbi (0,9%)
Conform recensământului din 2001, majoritatea populației localității Behî era vorbitoare de ucraineană (97,47%), existând în minoritate și vorbitori de rusă (1,63%).